# Space Shower TV
SPACE SHOWER TV（スペースシャワーTV），简称SSTV、，是由日本SPACE SHOWER網絡株式会社運營的付费电视頻道，於1989年12月1日6:00開播，主要播出流行音乐及娱乐节目，是日本首个本土音乐电视频道，也是日本最大的音乐频道。 频道建立的初衷是创建一个源自日本本土的类似于MTV的音乐频道，提供符合真正樂迷標準的高質量內容。

## 节目构成
- 常规节目：由艺人担任VJ的综艺节目、音乐情报节目和谈话节目。
- 艺人特辑：专访知名歌手的节目和特写纪录片。
- 榜单播报：每周播报自制的SPACE SHOWER COUNTDOWN以及各大权威音乐榜单。
- MV特集：播放歌手的最新音乐录像带。

## 姊妹频道
- SPACE SHOWER TV Plus：前身为Channel V的日本版本，2002年由SPACE SHOWER接手，更名为SPACE SHOWER Video Music Ch.，2011年4月1日起更名为SPACE SHOWER TV Plus。

## 外部鏈接
- 官方网站